# 2017. januári bagdadi robbantások
2017. január 2-án három autóbombát robbantottak fel Bagdadban: Sadrvárosban valamint a Kindi és az Imam Ali kórházak mögött. A robbanásban a legalább három öngyilkos merénylőn kívül még legalább 56 ember vesztette életét, további 120 pedig megsebesült. François Hollande francia elnök a támadás ideje alatt a városban tartózkodott.